# George Archainbaud

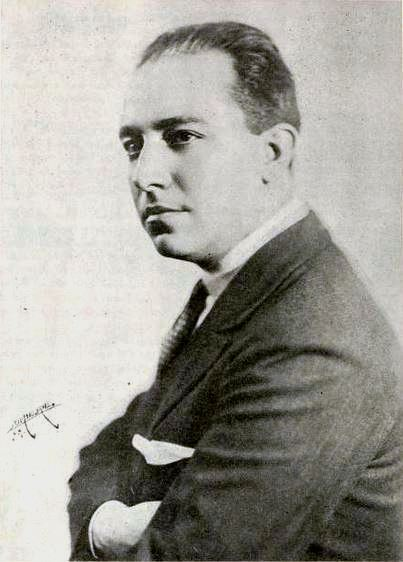
George Archainbaud

Georges Eugène Louis Marie Archainbaud (* 7. Mai 1890 in Paris, Frankreich; † 20. Februar 1959 in Beverly Hills, Kalifornien, Vereinigte Staaten) war ein französischer Filmregisseur.

## Leben und Wirken
Archainbaud startete seine berufliche Laufbahn mit Beginn der 1910er Jahre als Schauspieler und Managerassistent am Theater, ehe er unmittelbar nach Ausbruch des Ersten Weltkriegs in die USA auswanderte. In Fort Lee lernte Archainbaud den deutlich älteren Landsmann Émile Chautard kennen, der ihn augenblicklich als seinen Regieassistenten verpflichtete. Bald darauf (1917) begann Archainbaud selbst Filme zu inszenieren. Das Gros seiner Arbeiten sind B-Produktionen, die heute weitgehend in Vergessenheit geraten sind. Archainbaud inszenierte für mehrere Produktionsfirmen Abenteuergeschichten, Dramen und Melodramen sowie mit Die letzten Vier ein packendes Psychogramm aus der Filmwelt mit Erich von Stroheim in einer der Hauptrollen. Archainbauds Spezialgebiet wurden jedoch billig hergestellte Dutzendwestern, in denen Stars jener Zeit wie Hopalong Cassidy und Gene Autry mitwirkten. 
Als Autry 1950 zum Fernsehen wechselte, nahm dieser auch Archainbaud mit sich und ließ ihn Regie bei seinen TV-Auftritten führen. Parallel dazu inszenierte der Wahlkalifornier bis 1953 weiterhin Kinofilme. Zuletzt erhielt George Archainbaud für seine Regieleistung bei der NBC-Reihe Tales of the 77th Bengal Lancers (Folge 1.5 „The Traitor“) im Rahmen der Primetime-Emmy-Verleihung 1957 sogar eine Nominierung für den Regiepreis. Archainbauds letzte Tätigkeit war die Inszenierung von neun Folgen der beliebten Serie Lassie. Zum Zeitpunkt seines Todes war George Archainbaud gerade mit den Dreharbeiten zu einer neuen Westernfernsehserie beschäftigt, die den Titel Der Texaner trug und Rory Calhoun in der Hauptrolle hatte.

## Filmografie
Filme
- 1917: As Man Made Her
- 1917: Yankee Pluck
- 1917: The Brand of Satan
- 1917: The Iron Ring
- 1917: A Maid of Belgium
- 1917: The Awakening
- 1917: Diamonds and Pearls
- 1918: The Divine Sacrifice
- 1918: The Cross Bearer
- 1918: The Trap
- 1919: The Love Cheat
- 1919: A Damsel in Distress
- 1920: In Walked Mary
- 1920: The Shadow of Rosalie Byrnes
- 1920: What Women Want
- 1920: Marooned Hearts
- 1920: Pleasure Seekers
- 1921: The Miracle of Manhattan
- 1921: The Girl from Nowhere
- 1921: Handcuffs or Kisses
- 1921: Clay Dollars
- 1921: A Man of Stone
- 1922: Evidence
- 1922: Under Oath
- 1922: Die Frau aus den Wolken (One Week of Love)
- 1922: The Power of a Lie
- 1923: The Midnight Guest
- 1923: Cordelia the Magnificent
- 1923: The Common Law
- 1924: Der Schatten des Ostens (The Shadow of the East)
- 1924: The Storm Daughter
- 1924: The Plunderer
- 1924: Die mit Seelen Handel treiben (For Sale)
- 1924: Single Wives
- 1924: Christine of the Hungry Heart
- 1924: The Mirage
- 1925: Enticement
- 1925: The Necessary Evil
- 1925: What Fools Men
- 1925: Scarlet Saint
- 1926: Puppets
- 1926: Männer von Stahl (Men of Steel)
- 1926: The Silent Lover
- 1927: Giftmischer (Easy Pickings)
- 1927: Night Life
- 1928: A Woman Against the World
- 1928: The Man in Hobbles
- 1928: The Tragedy of Youth
- 1928: Bachelor’s Paradise
- 1928: Ladies of the Night Club
- 1928: The Grain of Dust
- 1928: George Washington Cohen
- 1929: The Voice Within
- 1929: Two Men and a Maid
- 1929: The College Coquette
- 1929: Broadway Scandals
- 1929: The Broadway Hoofer
- 1930: Framed
- 1930: Alias French Gertie
- 1930: Shooting Straight
- 1930: The Silver Horde
- 1931: The Lady Refuses
- 1931: Three Who Loved
- 1931: Men of Chance
- 1932: Die letzten Vier (The Lost Squadron)
- 1932: State’s Attorney
- 1932: Thirteen Women
- 1933: The Penguin Pool Murder
- 1933: The Big Brain
- 1933: After Tonight
- 1934: Keep ’Em Rolling
- 1934: Murder on the Blackboard
- 1935: Thunder in the Night
- 1935: My Marriage
- 1936: Um den Krügerdiamanten (The Return of Sophie Lang)
- 1936: Hideaway Girl
- 1937: Clarence
- 1937: Hotel Haywire
- 1937: Blonde Trouble
- 1937: Thrill of a Lifetime
- 1938: Her Jungle Love
- 1938: Campus Confessions
- 1938: Thanks for the Memory
- 1939: Boy Trouble
- 1939: Some Like It Hot
- 1939: Night Work
- 1940: Opened by Mistake
- 1940: Untamed
- 1940: Comin’ Round the Mountain
- 1942: Flying with Music
- 1943: Hoppy Serves a Writ
- 1943: Der Sheriff von Kansas (The Kansan)
- 1943: False Colors
- 1943: Eine Frau für den Marshall (The Woman of the Town)
- 1944: Texas Masquerade
- 1944: Mystery Man
- 1944: Alaska
- 1944: The Big Bonanza
- 1945: Girls of the Big House
- 1946: Fool’s Gold
- 1946: The Devil’s Playground
- 1947: Unexpected Guest
- 1947: King of the Wild Horses
- 1947: Dangerous Venture
- 1947: The Millerson Case
- 1947: The Marauders
- 1947: Hoppy’s Holiday
- 1948: Silent Conflict
- 1948: The Dead Don’t Dream
- 1948: Sinister Journey
- 1948: Borrowed Trouble
- 1948: False Paradise
- 1948: Strange Gamble
- 1950: Border Treasure
- 1950: Hunt the Man Down
- 1952: The Old West
- 1952: Night Stage to Galveston
- 1952: Apache Country
- 1952: Barbed Wire
- 1952: Wagon Team
- 1952: Blue Canadian Rockies
- 1953: Winning of the West
- 1953: On Top of Old Smoky
- 1953: Goldtown Ghost Riders
- 1953: Pack Train
- 1953: Saginaw Trail
- 1953: Last of the Pony Riders

Serien
- 1949–1950: The Lone Ranger (14 Episoden)
- 1950–1955: The Gene Autry Show (47 Episoden)
- 1951–1952: The Range Rider (28 Episoden)
- 1952–1954: Hopalong Cassidy (26 Episoden)
- 1953: I’m the Law (4 Episoden)
- 1953, 1957: The Ford Television Theatre (2 Episoden)
- 1954: Schlitz Playhouse of Stars (4 Episoden)
- 1954–1957: Cavalcade of America (4 Episoden)
- 1954–1957: Annie Oakley (31 Episoden)
- 1955: The Star and the Story (Episode 2x01)
- 1955–1956: Drei gute Freunde (The Adventures of Champion, 14 Episoden)
- 1955–1956: Buffalo Bill, Jr. (19 Episoden)
- 1956: Chevron Hall of Stars (eine Episode)
- 1956: Red Ryder (eine Episode)
- 1956–1957: Corky und der Zirkus (Circus Boy, 8 Episoden)
- 1956–1957: The Fisher Family (3 Episoden)
- 1957–1958: The Adventures of Jim Bowie (21 Episoden)
- 1958–1959: Lassie (9 Episoden)
- 1958–1959: Im Wilden Westen (Death Valley Days, 9 Episoden)
- 1959: Der Texaner (The Texan, Episode 1x26)